# دنی اوسوالدو
پابلو دنیل اوسوالدو (اسپانیایی: Pablo Daniel Osvaldo‎؛ زادهٔ ۱۲ ژانویهٔ ۱۹۸۶) که عموماً با نام پابلو اوسوالدو یا دنی اوسوالدو شناخته می‌شود، بازیکن فوتبال پیشین اهل کشور آرژانتین با تابعیت ایتالیایی است.

## افتخارات

### باشگاهی
آتالانتا
- سری بی: ۰۶–۲۰۰۵

رم
- جام حذفی فوتبال ایتالیا: نایب قهرمان ۱۳–۲۰۱۲

یوونتوس
- سری آ: ۱۴–۲۰۱۳

بوکا جونیورز
- لیگ برتر فوتبال آرژانتین: ۲۰۱۵